# Сейтумеров Осман Шукрійович
Осман Шукрійович Сейтумеров (нар. 4 червня 1992, м. Бахчисарай, Автономна Республіка Крим, Україна) — кримськотатарський громадський діяч. Переслідується окупаційною владою Криму.

## Життєпис
Сейтумеров Осман Шукрійович народився 1992 року в Криму, в місті Бахчисарай, куди його батьки переїхали з його старшим братом, Сейтумером, з Узбекистану в 1989 році.
У 2009 році закінчив школу і вступив до Кримський інженерно-педагогічного університету на факультет «Експлуатації і ремонту міського транспорту». В тому ж році Осман влаштувався в етно-кафе «Салачик» офіціантом. У зв'язку з закриттям кафе (за рішенням де-факто суду, після арешту власника кафе, Марлена (Сулеймана) Асанова, в 2017 році), працював водієм таксі і ремонтував машини.
Після того як в окупованому Криму почалися системні переслідування кримських татар, Осман став підтримувати сім'ї політв'язнів, робив передачі, відвідував судові засідання в рамках політично мотивованих кримінальних справ.

## Кримінальне переслідування
11 березня 2020 року співробітники ФСБ провели масові обшуки в Бахчисараї і Бахчисарайському районі. В родині Сейтумерових обшуки проходили у братів Сейтумера та Османа Сейтумерових, а також їх дядька Рустема Сейтмеметова. Всі вони були затримані того ж дня.12 березня де-факто Київський районний суд Сімферополя обрав їм запобіжний захід у вигляді тримання під вартою у зв'язку з підозрою в участі в забороненій в Російській Федерації політичній організації Хізб ут-Тахрір (ч. 2 ст. 205.5 КК РФ «Участь в діяльності терористичної організації»). Активістам загрожує покарання у вигляді позбавлення волі строком до 20 років.